# Joanna Briggs Instituut
Het Joanna Briggs Instituut (JBI) is een internationale onderzoeksorganisatie in de gezondheidssector die zich beijvert voor het gebruik van de best bestaande bewijzen voor geïnformeerde besluitvormingen.

## Beschrijving
JBI is een internationale organisatie voor wetenschappelijk onderzoek met het hoofdkantoor in Adelaide, Australië. Het zet zich in voor de ontwikkeling en verspreiding van op bewijs gebaseerde informatie, software en educatie in de gezondheidszorg. JBI werkt samen met universiteiten en ziekenhuizen over de hele wereld in de JBI Collaboration. 
Sinds de oprichting in 1996 is JBI uitgegroeid van een groep met zeven centra naar een uitgebreid netwerk van bijna negentig samenwerkende centra in meer dan dertig landen.

## Globale samenwerking
De JBI Collaboratie wil de kwaliteit van zorg over de hele wereld verbeteren door het samenbrengen van wetenschappelijke literatuur van hoge kwaliteit, maar ook door het verspreiden van de resultaten en het helpen van het effectief implementeren in de praktijk. Daartoe ontwikkelde JBI het Evidence-based healthcare model en het JBI implementation Framework.

## JBI Belgium
In België is het Joanna Briggs Instituut vertegenwoordigd onder de naam JBI Belgium. JBI Belgium werkt samen met CEBAM (Belgisch Centrum voor Evidence-Based Medicine) en Cochrane Belgium om de synthese, verspreiding en implementatie van bewijsmateriaal in de gezondheidszorg in België te ondersteunen.

## Evidence-based Bronnen van JBI
De databank van richtlijnen van JBI worden geaccrediteerd door het Center voor Evidence-Based Medicine te Leuven (België). Hierdoor worden ze bruikbaar door de verschillende paramedische beroepsgroepen in België.